# Sermilik-Station

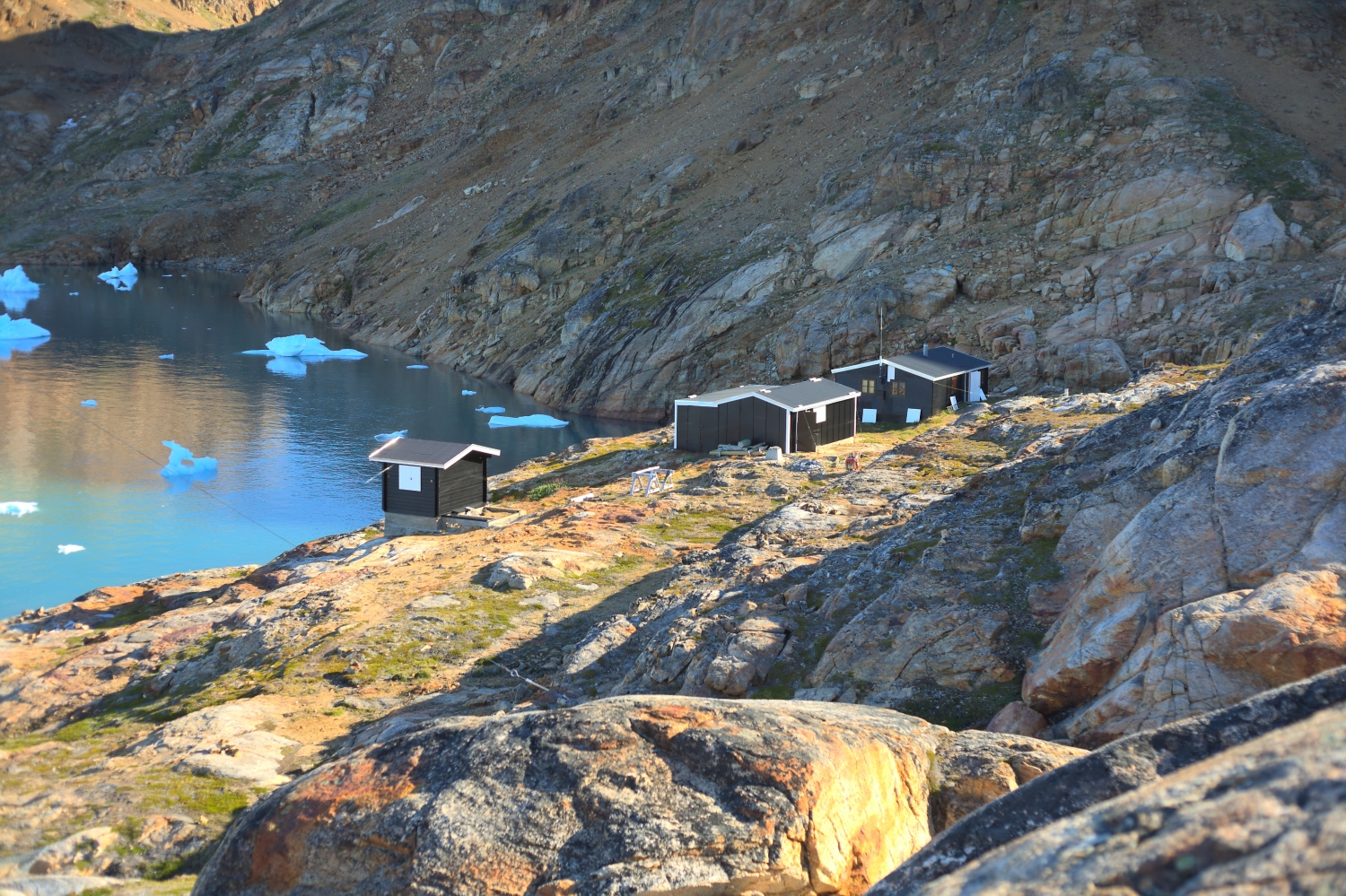
Die Sermilik-Station (2008)

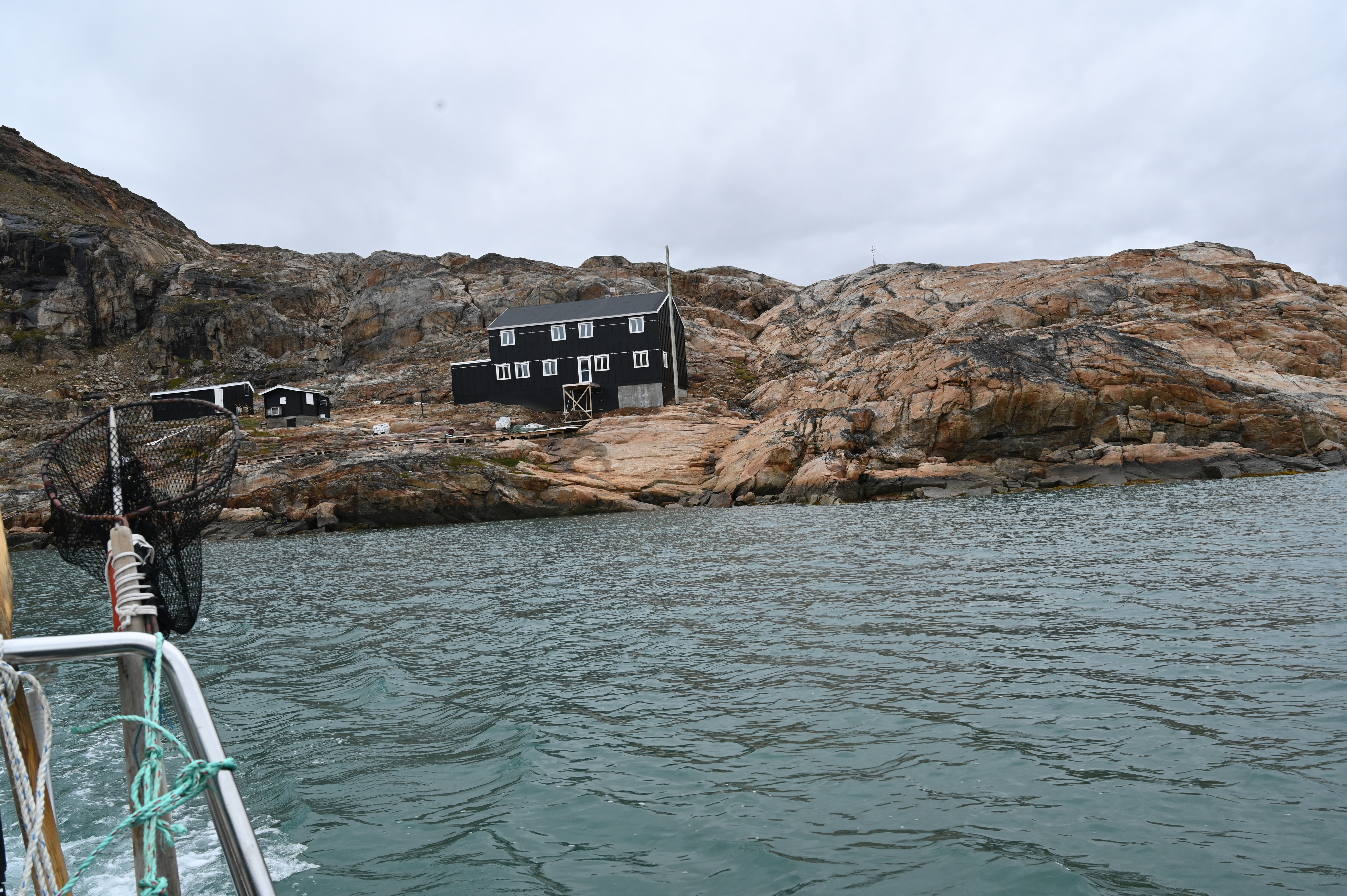
Die Sermilik-Station (2023)

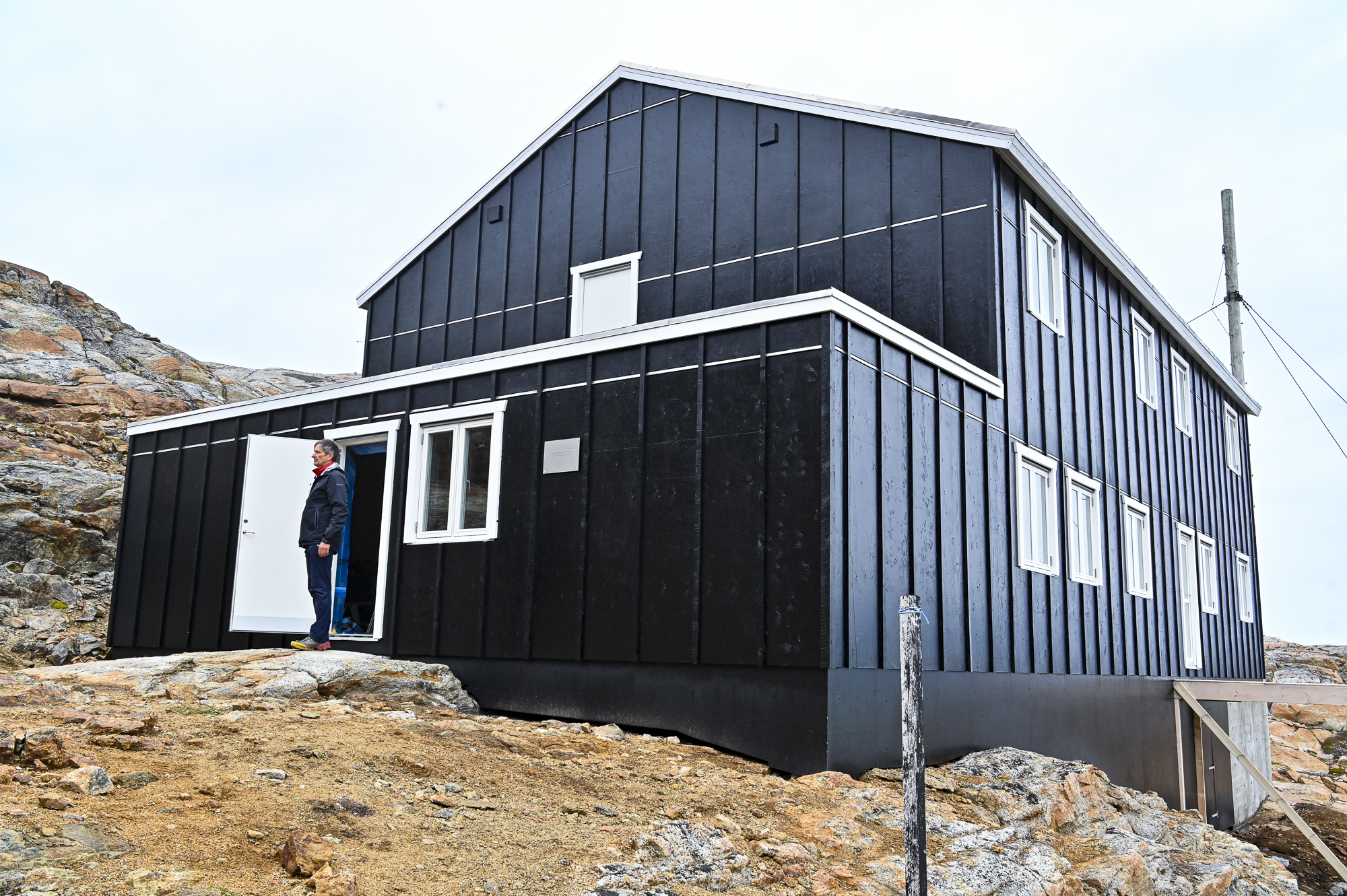
Neubau an der Sermilik-Station

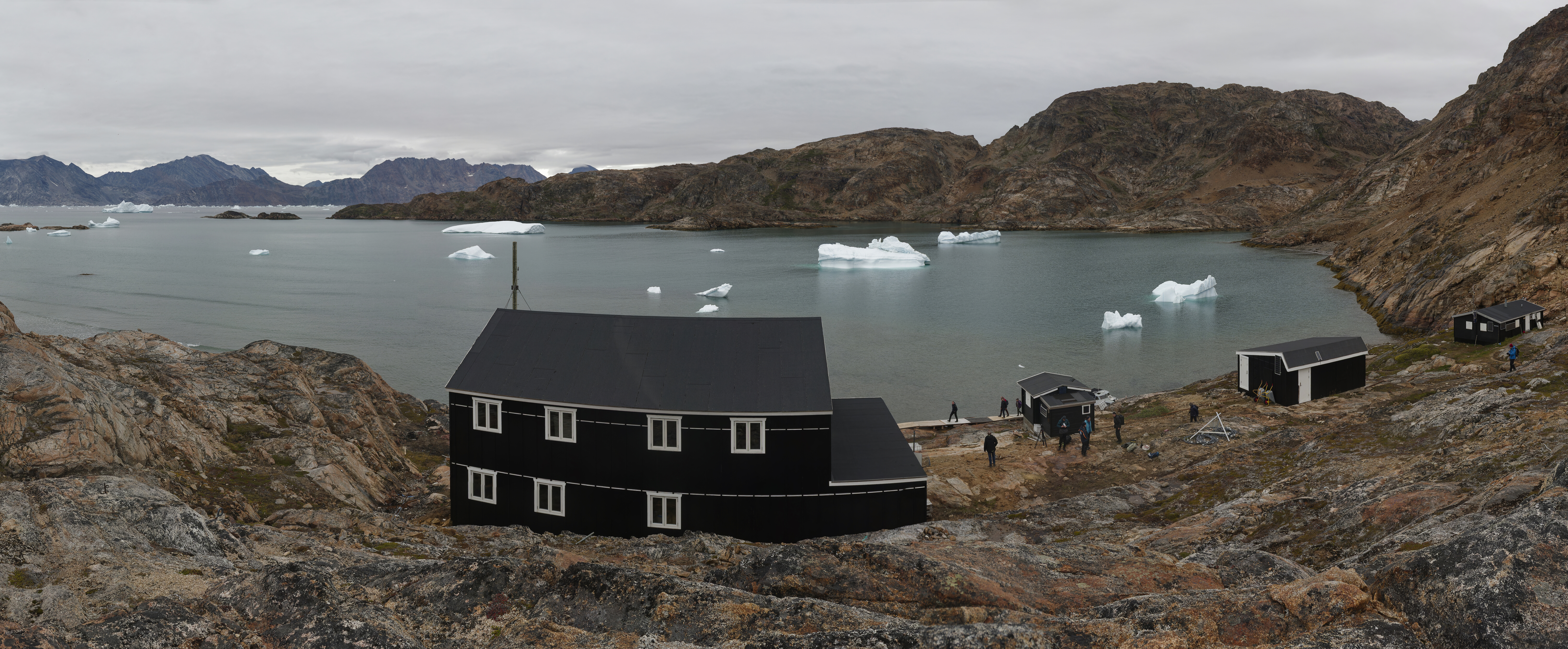
Panorama der Sermilik-Station in Richtung Meer (2023)

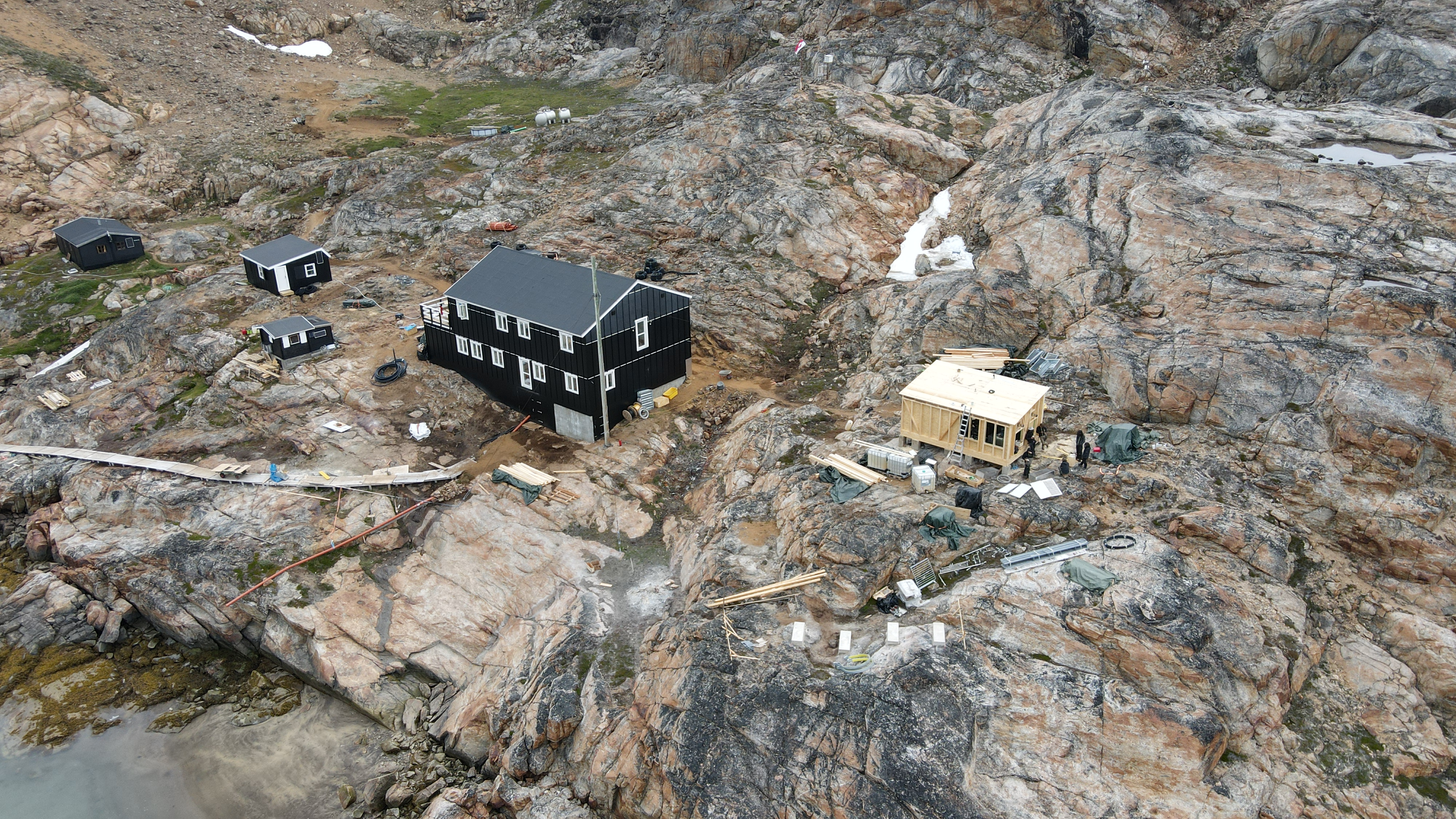
Sermilik-Station – Generatorgebäude und Übersicht (Bauphase Mitte Juli 2025)

Die Sermilik-Station ist eine arktische Forschungsstation auf der zu Grönland gehörenden Ammassalik Ø. Sie wird zusammen vom Institut für Geographie und Raumforschung der Universität Graz sowie vom Institut für Geographie der Universität Kopenhagen betrieben. Die Universität Graz ist Teil des Austrian Polar Research Institute (APRI), einem Forschungskonsortium, das die Forschung und Ausbildung im Bereich der Polarwissenschaften an den beteiligten Organisationen fördert und koordiniert.

## Lage
Die Station liegt an der Westküste der Ammassalik Ø in Ostgrönland am Südufer der Bucht Sivinganiip Kangertiva, im Osten des Fjords Sermilik. Die nächsten bewohnten Orte sind Tasiilaq 15 km südöstlich und Tiilerilaaq 23 km nördlich. Das verlassene Ikkatteq liegt nur 6 km südlich. Diese Entfernungsangaben spiegeln jedoch nicht die tatsächlichen Entfernungen wieder, die zum Erreichen der Station von Tasiilaq aus zurückgelegt werden müssen. Per Boot sind dies rund 35 km (Dauer ca. zwei Stunden) und zu Fuß rund 21 km (Dauer ca. 8 Stunden) über einen exponierten Pfad, sofern die Wetterlagen es zulassen. Direkt östlich der Station liegt der Mittivakkat-Gletscher in nur 2 km Entfernung.

## Geschichte
1933 wurden die Gletscher der Ammassalik Ø von Knud Rasmussens Siebter Thule-Expedition erstmals einer wissenschaftlichen Bestandsaufnahme unterzogen. Im Internationalen Geophysikalischen Jahr 1957 war der Mittivakkat-Gletscher eines der dänischen Forschungsobjekte. Zu dieser Zeit hatte er sich gegenüber 1933 um 600 m zurückgezogen. 1970 wurde die Sermilik-Station als Basis für glaziologische, hydrologische und geomorphologische Untersuchungen des Mittivakkat-Gletschers gegründet. Die erste Station wurde 1970, östlich des aktuellen Hubschrauberlandeplatzes erbaut und im folgenden Winter durch eine Lawine zerstört. Für den Neubau, der 1972 abgeschlossen war, und der mit seinen Nebengebäuden bis heute existiert, wurde eine sicherere Position näher an der Küste gewählt. Nachdem am Institut für Geographie der Universität Kopenhagen 1990 eine Arbeitsgruppe für arktische physikalische Geographie gebildet worden war, wurde 1993 auch eine automatische Wetterstation am Mittivakkat, dem Nunatak des Gletschers in 515 m Höhe installiert, um das Gletscherklima zu erforschen. Ihr folgten 1997 eine zweite Station an der Küste und 2009 eine dritte in 200 m Höhe. 2024 wurde die Station an der Küste aus dem Jahr 1997 durch einen modernisierte Variante ersetzt. Am Abfluss des Mittivakkats befinden sich einige Messstationen die der Untersuchung des Transports von Sedimenten dienen, aber nicht mehr in Betrieb sind.
2022 unterzeichnete die Universität Graz ein Kooperationsabkommen mit der Universität Kopenhagen und errichtete mit einer Spende des österreichischen Unternehmers Christian Palmers, einem Enkel des Unternehmers Ludwig Emil Palmers (1868–1943) ein weiteres zweigeschoßiges Haus, das ab 2024 Platz für 26 Personen bieten soll. Nach durch einen sehr kalten Sommer bedingten Bauverzögerungen konnten im August 2024 zunächst 10 Studierende der Universität Graz ihre Forschungen aufnehmen. Die Fertigstellung der Station sowie jene der dazugehörigen Energie- und Wasserversorgungs-Infrastruktur erfolgte vom Juli bis Mitte August 2025. Im Zuge der Fertigstellung wurden auch ein Hubschrauberlandeplatz sowie ein befahrbarer Weg bis zur Station errichtet.

## Beschreibung
Die ursprüngliche Station der Universität Kopenhagen besteht aus drei frei stehenden Gebäuden, welche seit 2023 mit einem zweigeschoßigen Neubau sowie einem Technikgebäude der Universität Graz ergänzt wurden.
Die Gebäude der Universität Kopenhagen bestehen aus einem 60 m² großem Holzhaus mit drei Funktions- bzw. Schlafräumen (Leitung und Funk, Labor sowie Technik) mit jeweils einem Stockbett, einem Ess- und Aufenthaltsraum, einer Küche, einer Toilette und einem Vorraum. Dazu kommt ein zweites, nicht isoliertes Gebäude von rund 50 m², das als Werkstätte, Geräteschuppen und Lagerraum für Betriebsstoffe und ein Schlauchboot dient. Zusätzlich sind in dieses Gebäude an der Nordwestseite je zwei Zimmer mit je zwei Betten integriert, die jedoch nur im Sommer genutzt werden können. Das dritte der ursprünglichen und auch kleinste Gebäude, welches dem Neubau der UNI Graz am nächsten gelegen ist, war als Labor konzipiert. Darin befindet sich aktuell ebenso ein Schlafraum für zwei Personen bei Sommerbetrieb. Es ist vorgesehen, den Geräteschuppen und das Labor nach der vollständigen Inbetriebnahme der neuen Station zu renovieren.
Das zweigeschoßige Gebäude der Universität Graz stellt mit seiner Bauweise das thermisch effizienteste Gebäude der Ostküste Grönlands dar. Es erfüllt alle Standards, beinhaltet eine smarte Steuerung und reduziert den Betriebsaufwand, um bei einem Besuch der Station den Fokus auf die Forschung legen zu können. Es bietet auf fast 300 m² komfortabel Platz für bis zu 29 Personen. Im Erdgeschoß befinden sich ein Kühllager sowie ein geheizter Lager- und Trockenraum, ein 56 m² großer Gemeinschaftsraum, der an die offene, große Küche angrenzt, ein Badezimmer mit zwei WCs, ein 16 m² großer Raum für die Stationsleitung mit zwei Betten sowie ein Schlafraum mit 10 m² Fläche mit ebenso zwei Betten. Ebenso beherbergt das Erdgeschoß das Sicherheitssystem, die Gebäudesteuerung sowie neben dem Badezimmer den Wäscheraum. Im Obergeschoß gibt es eine 18 m² große Terrasse, fünf Schlafräume mit je 14 m² Fläche und je zwei Stockbetten sowie einen kleinen Schlafraum mit 9 m² Fläche und einem Stockbett. Dazu kommt ein weiteres Badezimmer mit zwei Duschen und zwei WCs. In den Zweibettzimmern haben alle Stockbetten ein zusätzliches Notbett integriert. Das Gebäude ist so ausgelegt, dass es von bis zu sechs Personen auch im Winter und hierbei nur im Erdgeschoß genutzt werden kann. Das Obergeschoß ist im Winter sowie auch in den Übergangszeiten aus Gründen der Energieeffizienz großteils verschlossen. Nur die wenige, sensible Gebäudetechnik, wie Warmwassererzeuger oder der Nassbereich, wird auf konstanten 5 °C gehalten. Alle Systeme der Station sind redundant ausgelegt und gewähren auch bei extremen Wetterlagen einen vollständig funktionellen und schützenden Unterschlupf für mehrere Wochen. Die Elektrizitätsversorgung erfolgt im Frühjahr, Sommer und Herbst mittels einer Fotovoltaik-Anlage mit rund 50 kW peak und einem 100 kWh Batteriespeicher. Als Backup, bei Lastspitzen und in der Winterzeit gibt es zwei effiziente Dieselgeneratoren mit je 50 kW. Das Gesamtkonzept der neuen Station ist auf Energieeffizienz und Nachhaltigkeit ausgelegt, so werden beispielsweise nicht benötigte Verbraucher aus dem Kontrollzentrum der UNI Graz automatisch abgeschaltet oder die Heizleistung angepasst. Frischwasser kommt von einer nahe gelegenen Quelle vom Abfluss des Mittivakkat-Gletschers. Da die Trinkwasserversorgung an der Station über das Jahr hinweg nicht konstant ist und diese daher auch nicht gewährleistet ist, wird Trinkwasser im Frühjahr nach Filterung und UV-Behandlung im Dachboden des Gebäudes eingelagert. Die dort befindlichen Tanks nehmen 8.000 l Trinkwasser auf und werden, sowie die übrige Wasser- und Abwassertechnik, zur kalten Jahreszeit auf konstanten 5 °C gehaltenen. Die Toilettenspülung erfolgt mittels Meerwasser, welches ebenso gespeichert wird und bei Bedarf sowie Möglichkeit direkt aus dem Fjord gepumpt werden kann. Insgesamt kann die Station ab 2025 im Sommer bis zu 29 Forschende aufnehmen. Ein Betrieb in der Übergangszeit und im Winter ist aktuell nicht geplant, die Station wurde aber auch hierfür gestaltet und kann diese Aufgabe in Zukunft ebenso wahrnehmen.
Von Anfang Juli bis Mitte August 2025 erfolgte die Errichtung und Einrichtung des letzten Gebäudes, des Kraftwerkshauses, welches sich 25 m südwestlich des neuen Stationsgebäudes befindet. Auf rund 36 m² befindet sich darin genügend Platz für zwei redundant ausgelegte 50 kW Notstromgeneratoren, 100 kWh Beatteriespeicher sowie alle übrigen elektrischen Anlagen zur Verteilung sowie Aufnahme des Stroms aus dem PV-Generator mit rund 50 kWp Leistung. Das somit für alle Verbraucher verfügbare elektrische System der Station liefert 64 A bei 400 VAC und ist durchgehend tiefengeerdet. Im Zuge der Arbeiten wurden auch die alten Stationsgebäude an die Energieinfrastruktur angebunden. 20 m nordwestlich des Kraftwerkshauses befinden sich die Edelstahltanks des Treibstofflagers mit in Summe 9000 l Diesel. Alle Systeme der Energieinfrastruktur wurden redundant ausgelegt, um bei etwaigen Ausfällen einen sicheren Betrieb zu gewährleisten. Dazu wurde auch ein Überwachungssystem, bestehend aus Kameras und Sensoren (beispielsweise Leckage-, Temperatur-, Öffner-, Gasaustritts-sensoren) installiert und per Glasfaserleitungen angebunden.
An der Wetterstation in 515 m Höhe gibt es zusätzlich noch eine 6 m² große Schutzhütte.

## Klima
In der Umgebung der Station herrscht ein arktisches Meeresklima, das gegenwärtig größeren Veränderungen unterworfen ist. Die globale Erwärmung führt zu einem Abschmelzen des Inlandeises und der lokalen Gletscher. Die wachsende Eismengen durch ein verstärktes Kalben der Gletscher beeinflussen das lokale Klima am Sermilik. So kann es sein, dass im Sommer der Fjord in der Nacht zufrieren kann, wohingegen er im Dezember schiffbar bleibt.
Die mittlere Jahrestemperatur beträgt −1,7 °C, die mittlere Temperatur im Januar −7,5 °C und im Juli 6,4 °C. Jährlich fallen im Mittel 984 mm Niederschlag. Es gibt durchschnittlich 120 Tage mit Niederschlag und 1374 Sonnenstunden im Jahr.

## Forschung
An der Station wird ein ganzjähriges Monitoring-Programm grundlegender Klimadaten und des lokalen Klimagradienten im Entwässerungsbecken des Mittivakkat-Gletschers durchgeführt. Schwerpunktmäßig werden die Massenbilanz des Gletschers, der Sedimenttransport und landschaftsformende Prozesse untersucht. Auf der Grundlage der seit den frühen 1990er Jahren gewonnenen Datenreihen wurden Modelle entwickelt, mit deren Hilfe die Auswirkungen des Klimawandels auf die Entwicklung der Gletscher prognostiziert werden können. Forscher der Universität Graz untersuchen hier auch, welche Folgen der Klimawandel auf das Auftreten des Sturmwindes Piteraq hat, der in Ostgrönland immer wieder für verheerende Schäden an Gebäuden sorgt. Mit dem Bau des neuen Gebäudes durch die Universität Graz erfolgte auch eine Ausweitung auf viele andere Forschungsbereiche. Mit dem einher ging auch die ursprüngliche Funktion als reine Gletscherforschungsstation verloren. Vielmehr wird die Sermilik-Station heute als arktische Forschungsstation bezeichnet und erhebt einen interdisziplinären Anspruch.